# 香港網絡用語列表
香港網路語言主要用於網上平台，如論壇、交友網站等。香港的高登討論區（高登）、LIHKG討論區（連登）、香港討論區（香討）是主要網路用語的熱門出處。另外，其他年青人時常出沒的討論區，用戶都有特定的語言，這些語言在其他討論區的人來看都不容易明白。本列表未必完全包含所有用語，亦有部分用語非為廣泛使用。

## 慣語
以下用語屬於慣常使用但不能歸類為下方分類。
- R.A.P.：與R.I.P.相反，事出Matt Leung於親中群組Save HK，在一位群組管理員發帖子提到一位群組成員因為2019冠狀病毒病死亡後，刻意將「R.I.P.」打錯為「R.A.P.」[1]，用作嘲諷他人的離世。
- GG：本來是Good Game的縮寫，後來衍生為出事了、完蛋了的意思[2]

## 名人

### 政治人物

#### 香港
- 貪曾、649、煲呔曾、燈膽權：香港前行政長官曾蔭權（貪曾一詞參見曾蔭權疑似瀆職事件，而燈膽權一詞源於2009年曾蔭權慳電膽益親家風波[3]）。

- 港獨之父、狼英、狼振英、梁狼英[4]、689[5]、思歪、大話英、振英哥、梁超然[6]、一男子、屍歪、CY：香港前行政長官、現任全國政協副主席梁振英。

- 林鄭奶媽[7]、好打得[8]、777[9]／柒婆、淋病、林奠、毒蛾、妹妹、攬炒之母、林井燒鵝、恐怖分母：香港前行政長官林鄭月娥。「妹妹」一稱通常在與葉劉淑儀（姐姐）有關的新聞一起使用。
- 比卡超、比家超、沙塵超、頁問、超哥：香港現任行政長官李家超。
- 葉瘤、姐姐、港大美女：行政會議召集人、新民黨主席、前保安局局長葉劉淑儀。
- 僭建驊[10][11]、司底驊、大波驊、廢柴驊、龜縮驊、獨臂神尼、避政司司長、鄭月娥：前律政司司長鄭若驊，因為其名字的與「鄭月娥」為諧音。
- 大餅強、蛋餅強、PK鄧、鄧冰強、鄧小強、季炳強、鄧大總統[12]保安局局長鄧炳強。
- 劏房波、阿茂、波叔：財政司司長陳茂波。
- 唐老鴨、唐人街、唐唐、糖仔：西九文化區管理局董事局主席、前政務司司長唐英年。
- 薯片叔叔：前財政司司長曾俊華。
- 腐乳華：前商務及經濟發展局局長邱騰華。[13]
- 馬屎坑、肥馬、亨哥、OK馬[14]：時住港鐵公司董事局主席馬時亨。
- 禿鷹、慈母雄[15]：前警務處處長曾偉雄。
- 肥仔聰、無謂衝、盧廢聰、蘆葦蔥、奴隸聰[16]、蘆葦：前警務處處長盧偉聰。
- 憎肉成、人頭鼠、老鼠成、老鼠曾、太空成[17]、謎語成[18]：前香港立法會主席、民建聯創黨主席曾鈺成。
- 孖膶腸[19]、大口狗[20]、梁三八：現任香港立法會主席、經民聯梁君彥。
- 張廿蚊、廿蚊張[21]：自由黨立法會議員張宇人。
- 元秋、蔣元秋、獎勵芸、Ann姐：民建聯前立法會議員蔣麗芸，由於與藝人元秋樣貌相似得名。[21]
- 亡國興[21]、MC興、興哥：工聯會前立法會議員王國興。
- 西環契仔（1.0）、法律超人、白偉俊、白兵、法律蕉人：立法會議員謝偉俊。
- 西環契仔（2.0）、建制戰狼、何老妖、元朗共和國大總統、紅軍堯、何執葉[22]、元朗特首／皇帝、何妖、好困擾、何已完[23]：立法會議員何君堯。
- 西環契女（1.0）、鼠王芬[21][24]、糧尾分、羅莽、老鼠芬：經民聯立法會議員梁美芬。
- 西環契女（2.0）、容姨、恩恩豬、容海倫、容大媽：新民黨立法會議員容海恩，由於與藝人馬海倫樣貌相似得名。[24]
- Tree gun、Chirs[25]：民建聯鍾樹根。
- 西門梓、西門敬、西門梓敬[26]：新民黨立法會議員李梓敬。
- 企鵝鈞、北極企鵝[27][28]：張國鈞。
- 鐵頭仁、吉村卓、AV仁[21]：民主黨前立法會議員、支聯會前主席何俊仁。
- 丐幫教主、教主、癲狗[29]、芒果佬[30]、碌撚、黃老邪、黃郁人：前人民力量、立法會議員黃毓民。
- AY[31]、岳少、關鍵一席／關鍵缺席[32]、Deadbody、Over My Deadbody、OMDB、楊惡橋：前公民黨、前立法會議員楊岳橋。
- 機師豪[33]、馬膽豪：譚文豪。
- 咖哩飯[21]：范國威。
- 泰博[24]、蟲泰、賤蟲泰、熱狗泰、cctai、鄭屎、美心泰：前熱血公民、前立法會議員鄭松泰。
- 鄺囝、鄺神、逗號先生[24]：民主黨前立法會議員鄺俊宇。
- Gphone、G鋒、河童[34]、GIF、黃痴瘋、黄芝丼：前香港眾志秘書長、反國教運動核心人物黃之鋒。
- 電競聰[24]、羅三七、深圳聰：前立法會議員、前香港眾志主席羅冠聰。
- 廢基、鎅票基[35]、收銀基、曱甴基、老馮、基哥、基伯、政壇李克勤：民協前立法會議員馮檢基。
- 嗰個女仔[36]、粗口娟、娟姐：民政及青年事務局局長麥美娟。
- 肥尹[37]、阿尹、尹天仇、尹佬、奸人堅：民主黨前立法會議員尹兆堅。
- 凉瓜结：前公民黨、前立法會議員梁家杰。
- 大粒墨[38]、大仆街、港女剋星：反送中運動導火線，潘曉穎命案的疑犯陳同佳。

#### 兩岸
- 習大大、習帝、小熊維尼[39]、習總（書記）、雜種、習包子、翠翠、習敗北、習失腳[40]、甴近平、曱近平、甴曱平、習曱甴、甴種、崇禎帝[41]、十里山路不換肩、寛衣帝、慶豐帝：中國共產黨現任總書記習近平。
- 小馬哥、馬鷹狗、馬特首、台灣689[42]、死亡之握[43][44]：中華民國（臺灣）前總統馬英九。
- 留學、劉中堂[45]：前中華人民共和國國務院副總理劉鶴。
- 大粒墨[46]：中央港澳工作協調小組前組長張德江。
- 海綿蛋糕[47]：國務院港澳辦前主任張曉明。
- 柯P[48]：中華民國前臺北市市長柯文哲。

#### 外國
- 拜燈、登建國、敗登、China Joe[49]、中國登、Sleepy Joe、Joke Biden、拜金：美國總統祖拜登。
- 事頭婆[50][51]：已故英女皇伊利沙伯二世。
- 金仔、肥金、肥仔金、金三胖、死肥金、Rocket Man[52]、金三世：朝鮮民主主義人民共和國領導人金正恩。

### 網絡紅人
港人
此排序根據Social Blade網站列出的首250位香港YouTube頻道，按觀看次數排列。不屬於首250位或不屬於YouTube界別的網絡紅人則放在再下面。
- 老蕭、燒山、燈神、蕭才子、萧弱完、Burn Hill：蕭若元（謎米香港頻道主），由於他在不同事件上的預測往往與事實相反，因此獲得「燈神」的稱呼。
- 波子、皮子、皮孓、芙皮了、氵皮了、李萎樂、陽痿樂：笑波子名稱源自波友粉絲群被出征事件。[54]
- 大J、大丁、巨龍：Jason。[55]
- 合約佬：KZee。
- 世界佬、屎：屎萊姆。由於他在2020年發表具爭議的言論及被指壟斷香港YouTuber市場的緣故導致其頻道流失大量觀眾。
- 森哥／森爺、太：吳志森。
- Sunny、太陽哥：Arho Sunny（ArhoTV 頻道主）。
- 熊仔頭：FHProductionHK（團體Youtube頻道）。
- 宅男：宅男俱樂部（團體Youtube頻道，已解散）。
- 波叔、懷仔、響鈴哥：Bob叔（煮家男人頻道主）。曾以邊煮食邊論政的短片而成名，於2019-20年因為網上直播討論社運和網絡事件而爆紅，但後來不再做這類直播，並已因健康因素離開香港移居英國。[56]
- 薑檸：薑檸樂 gingerlemoncola。
- 華記、華記正撚樣：華記正能量。
- TD哥、TD叔叔丶TD伯伯：TD TSUN。
- 政協：Eminleo。
- 公子、伍乞衣、丐幫幫主：伍公子。
- 達叔、卡關達、達太祖、迖狗：林慧韡（達哥[57]）。原為香港現像級KOL，但在反修例風波初期並未作出任何表態（雖然在2019年6月13日曾在Facebook發帖，但仍被指立場模稜兩可），加上在七二一元朗襲擊事件翌日的帖文語氣一反平日較為理性的性格，以及後來留下具挑釁性的留言使其形象插水。
  - 達Ming一派：達哥林慧韡和Ming仔二人的合稱。兩者原本是香港影響力很大的KOL，都因為反修例事件而被大量網民討厭，失去大量親民主派的支持者。[57]
- 胡師傅：胡力威師傅。
- 泥馬：芷鹿泥馬。原本以「YouTuber格鬥大賽」等影片打響名堂，但因為於2020年在推出圍繞細包二選一事件的YouTuber格鬥大賽系列時表現得立場偏頗，再受到Sigma及慕容公子等人抨擊，觀眾群和影響力大大流失，最近一年已淡出。
- Matt哥、Ma丁丁：Matt Leung，扮成親建制派長者的網友，活躍於Facebook。
- 魚王／魚皇、小豪子：曾志豪。
- 細良、劉國父：劉細良（城寨頻道主）。
- 白票兵：Stormtrooper白兵。
- 仆直、仆直大師、Patrick：Patrick C。
- 誠B丶言成言成、肉罐鬆、Shing Shing：誠誠（葉君誠）
- 世柒、小老鼠(由陶傑發明)：黃世澤。
- Carl：Carl Ho 卡爾。
- 許腎、腎仔、KidNey：許賢。試當真創立人之一，曾參與CapTV擷電視等團體Youtube頻道。
- 蘇豪、豪哥、MC $oHo：蘇致豪。試當真創立人之一，曾參與CapTV擷電視等團體Youtube頻道。
- 馬車、馬車哥哥、天水圍墮天地獄獸、天水圍奧米加咆哮獸、天水圍陳浩南：劉馬車（本名劉駿軒），著名YouTuber，因上載多段辱罵他人的片段而廣受網民認知。因為在內地犯事入獄，所以暫不活躍。
- 苦男、虎男、苦難、腐爛、若南: 苦男 苦投幫曾參與viu TV選秀節目全民造星亦在於19年開始建立youtube頻道，亦製作了製作了三首歌《妳很愛我》《單身狗應該慶祝情人節》《 那邊的你好嗎？》在2023年4月1轉型為苦頭幫亦加入多位成員: 屈濕煲 仲諗緊 星級化妝師孖辮。

### 娛樂界人物
港人
- 粗口霑，咸湿霑：黄霑
  - 粗口霑：源于他经常爆粗口，又著书立说关于粗口的学问。
  - 咸湿霑：源于他好色成性，见美女俊男就冲上去嘴亲。
- 毒瘤震，伪真：倪震
  - 毒瘤震：他多次以毒瘤明称号称呼刘锡明。
  - 伪真：讽刺他无中生有手段诬蔑他人。
- 马步大师：吕良伟
  - 源于他扎马水平连专业练武的人都佩服。
- 王墨镜，拖延王：王家卫
  - 拖延王：源于他导演周期过分长，重拍率过多，剧本不明确，屡次杀青时间延期。
  - 王墨镜：源于他经常带着墨镜示人。
- 裸妖：罗文
  - 源于他曾裸体写真及以妖艳舞台表演著称。
- 乌蝇哥: 张学友
  - 源于他旺角卡门饰演的乌蝇哥。
- 华dee、填海华：刘德华
- 黎小军，一级公关：黎明
  - 源于称赞他在2016年4月底举办演唱会时在一度被食环署取消当日演唱会时，迅速对网友道歉，跟政府沟通下尽快补救，并让矛头不指向政府那边，终于演唱会不会延期。
- 舞王、國貨城、泼水城[58]：郭富城。
  - 泼水城：起源于他靠被泼水的广告获得成为歌手的机会，后来演唱会多次往自己泼水而得出来的称号。
- 郭大夫人，郭大房：小美。源于所有郭富城生活起居，婚姻，事业规划等事务一切由她决定。
- 大哥、成蟲、老粗龙、房事龍[59]、品牌殺手：成龍。
  - 老粗龙：他自嘲自己是没读过书不识字的大老粗。
  - 品牌殺手：相傳凡有成龍宣傳的品牌都會出現問題，著名例子包括霸王洗髮水、格力空調、香港航空等等。[60]
- 譚校長、阿倫、譚伯、麟伯、倫伯、校工、撐警麟、撐警倫、藍校長、譚25：譚詠麟。
  - 阿倫：譚詠麟早年稱號。
  - 譚25：譚詠麟曾在演唱會笑言「年年25歲」，這成為了他的名言。隨著2021年11月被指控偷食23歲女粉絲，“譚25”之稱開始廣為流傳。指控人公佈的女方對話紀錄截圖出現了“譚25譚”。[61]
- 曾至矮、153：曾志伟
  - 曾至矮：谐音及调侃他身高。
  - 153：調侃他身高接近153cm，相對於人稱193的高大藝人郭嘉駿。[62]
- 送禮勤、宋禮勤、李黑人、barcode勤：李克勤。
  - 送禮勤：2005年7月22日，李克勤送予曼聯的禮物被留下沒有帶走，結果被嘲為“送禮勤”。
  - barcode勤：2015年，李克勤在社交網站貼文，訴其行李寄失之苦，但他的行李貼滿barcode，而被網民挖苦。[63]
- 大天鹅：谢天华
  - 源于他在古惑仔系列饰演的大天二，接受采访时说成【大天鹅】。
- 古巨gay:古巨基。
- 醫神、爆袋迅、爆丸、單丸人、單蛋、單春/單膥、E神：陳奕迅。
  - 爆袋迅：2002年，陳奕迅在上台表現時失足，撞破右睾丸，[64]從此出現“爆袋”、“單蛋”等網民封號。
- 千FA，大笑姑婆，楊千嬋，樂壇人瑞，芭蕾歌手:杨千嬅
- 杜狗，盗民贼：杜汶泽
  - 杜狗：他自嘲的称呼
  - 盗民贼：谐音
- 阿詩、阿菇、HOCC、何詩詩、河揾尸：何韵诗
- 馬明、天然呆[65]：馬國明。
- 冲动羲，吴唱K：吴卓羲
  - 冲动羲：源于他演戏的角色个个演成鲁莽冲动样子。[66]
- 陈冠A，腊肠希：陈冠希
  - 陈冠A：谐音
  - 腊肠希：他艳照门时暴露的阴茎像腊肠一样。
- 烧鹅湖，天之抄女：容祖儿
  - 天之抄女：讽刺她剽窃人家原创而又不合理辩解。
  - 烧鹅湖：至她出席06年叱咤颁奖礼穿着那裙子配搭她样子像烧鹅湖。
- 谢顶包，谢绿帽，单弦战士：谢霆锋
  - 单弦战士：讽刺他吉他水平不够格，源于他代表作活着viva只需要单弦solo就能弹好。
  - 谢顶包：2002年撞车案找人顶包。
  - 谢绿帽：嘲笑他老婆艳照门跟陈冠希好上了。
- 张白痴：张柏芝
  - 谐音
- 文明sa，鸡sa:蔡卓妍
  - 文明sa：源于蔡卓妍在2003年政府就23条立法时反对派游行示威，而说出「遊行呢種行為一D都唔文明」，反对她的则以此称呼讽刺她。
  - 鸡sa：蔡卓妍英文缩写叫Sa，而她跟郑希怡2016年8月中旬翻唱「雞，全部都係雞」并上载到社交网站及留言，网民藉此以此取笑。
- 天真娇：钟欣桐
  - 起源：她英文名缩写叫Gill，而艳照门后会见传媒问答中，她承认自己以前好傻好天真，从此被叫天真娇。
- 张劲嚣：张敬轩
  - 张劲嚣：源于谐音及他曾08年颁奖礼获奖时候合照傲慢态度。[67]
- 爆肺Kay：谢安琪
- 負皮王[68]、唯唯、梁勁廢：梁競徽（原名梁烈唯）。
- （Come On） James：莊正（Lester）。
  - 起源：出道以前曾經參與開片Open Video的潮文映画系列《Come on James（英语：Come On, James）》並擔任男主角James，該影片一度爆紅。[69]此後，凡有人在論壇上問起他是誰，就會引Come On James。
- 小公主、初戀、國民初戀：姚焯菲。[70]
  - 起源：在《聲夢傳奇》第8集中演唱《戀愛預告》而人氣急升，其表現獲得原唱者林珊珊及網民好評，大讚讓人拾回初戀感覺，因而得名。
- 野口同學、木頭人：炎明熹。
  - 起源：其外貌和動畫《櫻桃小丸子》中的野口笑子[71]及電視劇《魷魚遊戲》中的木頭人[72]相似，因而得名。
- 盧二胡：盧瀚霆
  - 起源：2022年11月與鄭欣宜合作，於亞博館舉行《拉闊音樂會神の拉闊鄭欣宜x 盧瀚霆》演唱會，兩人演唱《青春頒》時，網上瘋傳Anson Lo為鄭欣宜和音片段，被黑紛稱歌聲似「拉二胡」，因而得名。

組合：
- 撒娇组合：Twins
  - 起源：蔡卓妍英文名缩写叫阿Sa，钟欣桐英文名缩写叫阿Gill，合称撒娇组合。
- Rb：Rubberband。[73]
- SM、Supper、19moment、濕鳩[73]：Supper Moment。
- 鏡、鏡仔：MIRROR。
  - 上弦、下弦：按MIRROR各成員的人氣或實力高低所排的組別。出自《鬼滅之刃》，MIRROR剛好與漫畫中「十二鬼月」同樣有12位成員，而「十二鬼月」分級為「上弦」和「下弦」，強度按數字排列，MIRROR各成員也因為人氣或實力高低而被網民稱呼以與《鬼滅》「十二鬼月」同樣的編號。「上弦」一般指姜濤、Anson Lo（盧瀚霆）、Edan（呂爵安）、Ian（陳卓賢）、Anson Kong（AK）和Jer（柳應廷），「下弦」一般指Lokman（楊樂文）、Tiger（邱傲然）、Frankie（陳瑞輝）、Jeremy（李駿傑）、Stanley（邱士縉）和Alton（王智德）。[74]
- 錯、錯仔：ERROR
  - 起源：名稱之意譯
- 衫領、狗帶[75]：COLLAR
  - 起源：名稱之意譯（後者含貶意，有傳媒誤以為是國語諧音網絡語Go Die的意思[76]）

### 商界人物
港澳
- 澳門賭王[77]：已故澳門首富、香港富商何鴻燊。
- 李超人、李氏力場、曱甴王、誠哥：香港首富李嘉誠。
- 小小超[77]：李澤楷。
- 電訊魔童、Wiki王[78]：王維基。
  - 名字與維基百科沒有任何關係。
- 肥佬黎：壹傳媒及蘋果日報創辦人黎智英。
- 香港王思聰、香港電競之父、Derek The Almighty Dragon Cheung、終賠生：鍾培生。

外國人
- 機械人、豬西伯格[79]：Facebook創辦人馬克·朱克伯格。
- 蘋果教主[80]：蘋果公司創辦人史提夫·喬布斯。

### 體育界人物
- 紫尿楊[81]：孫楊。

## 特定群體或職業

### 特定群體
- 小學雞：這個字詞主要指心智及言行不成熟，經常談論幼稚話題，講粗口以及喜愛盲目批評別人等人士，所以年齡上已屬成年的也可以是小學雞。
- 港女：一般指香港女性，但在網上，多指擁有某些不良特質的香港女人，如自戀、自命不凡、拜金、崇外、漠視他人權利等；甚至可以是一個社會現象。
- 毒男（毒撚）：長時間隴居家中而沒有女性緣的男性；女性有「毒女」稱呼，但不常見。
- 宅男／宅女：長時間窩在家中，足不出戶的男／女性。
- 院友／白卡：精神病人（白卡指殘疾人士登記證）。
- 獌、獌狗、魚拉突[82]：原指狂熱曼聯球迷，多由曼聯的競爭對手球隊（如利物浦、阿仙奴）之球迷使用。現已應用至一般市民對所有曼聯球迷的稱呼，甚至至曼聯球迷對自己的自嘲。

### 政見
- 本土派：以香港利益為出發點的派系支持者，支持港中區隔，以本土文化對抗中共入侵，強調香港主體意識的人士。
- 熱狗：熱血公民。社運圈中否定熱血公民的泛民組織會狹義定義為熱血公民及其支持者。
- 和理非非：「和平、理性、非暴力、非粗口」的簡稱，屬雨傘運動前後部分泛民主派政黨主張的抗爭模式，可作為形容詞和名詞（借代持「和理非非」主張人士）。
- 左膠：缺乏理性的左翼分子，片面地堅持普世價值、反戰、和平主義、對話、多元主義、平等權利，其主張包括籲大眾大愛包容新移民。

### 職業
- 財爺：香港特別行政區財政司司長。
- 龜：香港警察的舊有俗稱，源於警察夏季軍裝於2004年12月前為綠色。
- 毅進仔、毅進狗、有牌爛仔、警犬、黑警、Jing Cha、Black popo、popo、green object：警察被黃絲標籤稱號。（「毅進仔、毅進狗」參見毅進制；「黑警、Black popo、popo」參見「香港黑警和香港警察相關爭議及犯罪指控」）
  - 慈母：雨傘革命後，時任警務處處長的曾偉雄聲稱警員「有如慈母一樣」保護示威者（慈母也是行政長官林鄭月娥在612青年抗議在電視台訪問中的自詡）。
  - 狗：黃營網民用以此咒罵警察如同犬隻一樣唯命是從。
- 一哥：香港警務處處長。
- 二哥：香港警務處副處長。
- 水師／水C：水警。

## 國家、地區與民族

### 政治實體
- 香城：香港，此稱號源自香港中學會考、香港高級程度會考、香港中學文憑考試。
- 南深圳：香港，主要形容香港政府在各方面都靠向中國大陸，令香港大陸化，加上有建制派主張香港、深圳同城化，令香港猶如深圳以南的一個普通城市。[83]2021年，中华人民共和国政府未咨询過香港市民意，就通过《全國人民代表大會關於完善香港特別行政區選舉制度的決定》和《完善選舉制度條例草案》，大幅度修改立法和選舉委員會的人數和組成方法[84]（有的泛民主派媒体使用『閹割選舉』來形容这次決議案[85]），有人便将之视作中华人民共和国将香港变为“南深圳”的手段之一。[86]
  - 抽氣扇旗：香港特別行政區區旗，網民認為旗上的區徽形似抽氣扇。
- 強國、你國、贏國、鄰國、蝗蟈、終蟈、支那、芝麻、北狄：中華人民共和國。
  - 強國：原意為「強權國家/強盛大國」，表面上是讚賞中國共產黨統治下的中華人民共和國綜合國力比強漢盛唐時期強大，但其實是對中華人民共和國的揶揄、貶抑，屬於明讚暗彈類。
  - 贏國：親中媒體在宣傳中經常宣稱「中國或成最大贏家」，使「贏國」成為網民對中華人民共和國的揶揄和貶抑。在中華人民共和國政府屈服退卻、國家隊失敗又或者在數據上創下新低時就會戲稱「贏國又贏了」。
- 花旗國、尾國、美帝、世界警察：美国。
- monkey國、singkaipuk、新加坡特別行政區：新加坡
  - monkey國：出自新加坡貿工部長陳振聲廣受爭議的“monkey see monkey do”（有樣學樣）言論，以此評價港人在新冠肺炎疫情初期的搶購潮。[87]然而新加坡也出現搶購潮，疫情甚至比香港更嚴重，網民遂用同一句揶揄新加坡。[88]
  - Kai，原是國語中「凱」的發音，後來傳入香港而成潮語。在潮語中，如果此字用作形容詞用，則是形容「無聊」及「可笑」的事情，以及形容一些「低能」及「白痴」的人，並帶有少許侮辱性；如果此字用作動詞用，則是指在做一些不經大腦的事情，並帶有不滿的意味；如果此字用作副詞用，則是指動作馬虎，最終結果一定是不理想；如果此字用作名詞用，則通「凱子」，直指「白痴」及「低能」的人；如果此字用作語氣助詞用，此字則本身無義。
  - puk，原是粤語中「仆」的發音即失足跌倒，通常为向前跌倒，隐含突然下滑姿势，意指：仆街。
- 嘎仔國/㗎仔國：日本，貶稱，因為日本人常用「巴嘎」（日文：ばか)罵人而得此稱呼，[89]由粵語地區，尤其老一輩較常使用。
  - 蘿蔔頭：日本，貶稱，揶揄日本人身材像蘿蔔般矮小[90][91]。老一輩較常使用。
- 北漏洞拉：越南和越南人。[92]
- 秦國、人妖國：泰國。
  - 秦國：由於「泰」字和「秦」字字型相似，經常出現輸入錯誤而成為笑柄，最終常態化。[93]
  - 人妖國：由於泰國變性成風，是世界著名的變性大國，而男變女變性人在華人社區往往會被蔑稱為人妖，所以泰國被稱為人妖國。
- 北極熊、戰鬥民族：俄羅斯和俄羅斯人。[94]

### 香港地名
- MK：旺角的英文Mong Kok的縮寫，也可引申為某類只懂跟著潮流走，衣著品味毫無個人性格的人士，如MK仔／妹。[95]
- TST：尖沙咀（Tsim Sha Tsui）的英文簡寫。相傳源自外國人認為 Tsim Sha Tsui 太難發音，而取其首個字母變成TST。
- 麻地、麻蔴地：油麻地/油蔴地。該地曾稱為「蔴地」，1875年（清朝光緒元年），當時「蔴地」是漁民曬船上麻纜的地方，不少經營補漁船的桐油及麻纜商店在那裡開設，故改稱為「油蔴地」。
- CWB[96]／CAB[97]：Causeway Bay，銅鑼灣。
- SSP：Sham Shui Po，深水埗。大五碼沒有收錄「埗」字，遂以這個方法代替。
- HK仔（地名）：港島南部地區香港仔。
- 和記：和合石。
- TKO：將軍澳。
- 堆填區：日出康城、將軍澳工業邨。
- 羅省／LA、深圳、深圳站、深圳口岸：羅湖鐵路站／羅湖口岸。
  - 羅省／LA：取名該處第一個字／羅省現稱的英文簡寫。[98]
- 三八線：深圳河。
- 玫瑰園：沙田馬場。
- 大奧：女子監獄。
- 青山：青山醫院，香港的精神病院，亦有精神病人之意。
- 煲底：立法會示威區。[99]
- 公民廣場：政府總部東翼前地[100]
- 憨居橋：加士居道天橋
- 上路：多指青山公路－葵涌段，大部份路段因建於山腰，位於葵涌道之上而得名；亦可指九龍城一帶的漆咸道北及馬頭圍道北段，因其相對土瓜灣道及馬頭圍道南段較遠離海岸綫。
- 下路：多指青山公路－青山灣段至青山公路－深井段沿線，因建於屯門公路的下方而得名；亦可指九龍城一帶的土瓜灣道及馬頭圍道南段，因其相對漆咸道北及馬頭圍道北段較接近海岸綫。

### 國民和民族
- 強國人、蝗蟲、大劣人、支那人、大陸哩、芝麻人、家人們、渣人們、天龍人、生番人、韭菜、人礦、山頂洞人：大陸人，或稱内地人。
  - 強國人：原意為「來自強權國家/強盛大國的人」，表面上是讚賞中國共產黨統治下的中國的國民質素史上最強，但其實是對内地民眾的揶揄、貶抑，屬於明讚暗彈類。
  - 蝗蟲：諷刺大陸遊客及大陸移民對香港資源的蠶食，有如蝗蟲一樣。
  - 家人們、渣人們：中國大陸社交平台影片或者文案喜歡使用「家人們」來作開頭，而「渣人們」這詞廣東話和普通話發音相同，因此用作稱呼大陸人。
- 泡菜仔、韓仔、OPPA、泡菜妹：韓國人。
- 嘎仔/㗎仔、嘎妹/㗎妹：日本人。[89]
- 日豚：「日本豬民」的簡稱（日本漢字以「豚」指家豬，「猪」字在日語專指野豬），指盲目相信權威，缺乏獨立思考，以及政治冷感、不熱忠於民主政治的日本人。[101]「日豚」和「日豬」的稱呼在新形冠狀病毒疫情下日益普遍，因為不少網民對於日本人盲目相信世衛，對疫情的低防範意識大跌眼鏡。[102]
- 阿差／阿星：香港人對印度、巴基斯坦裔的俗稱，不少印巴裔人士會視為衊稱。
- 鬼佬、鬼婆、洋腸：香港人對洋人的俗稱。
- 黑鬼、黑婆、黑鬼婆：香港人對黑人的俗稱。

## 組織

### 政府
- 阿爺：意指中華人民共和國政府（包括中國共產黨），有諷刺意味，源於港人認為政府當局對北京中央政府唯命是從，如同侍奉祖父一般。另一說法是中共的「共」與「公」諧音，粵語「阿公」與「阿爺」意義相近。
- 北大人／阿爺：中國共產黨和中華人民共和國領導層。
- 嗌交部/口交部/斷交部：中華人民共和國外交部。
- 西環：香港地名，借代中央人民政府駐香港特別行政區聯絡辦公室（中聯辦）。
- HC：隸屬於食物環境衞生署的小販管理隊 (Hawker Control Team，HCT)。
- 老廉、飲咖啡：廉政公署。飲咖啡意指被廉政公署要求協助調查。
- 太平洋國安處：指駐港國安公署，因國安處租用大量酒店作為辦公地方（其中一間為港島太平洋酒店），因而得名。

### 傳媒
- 大台、CCTVB：無線電視。個別情況下特指旗下的無線新聞。
- 場外點票報：星島日報，源自2015年該報以自創的「場外點票」方式報導政改新聞。[103]
- 方向報、白粉報：東方日報。
- 毒果報：蘋果日報。
- 日月神報：明報。

### 運輸業
- 黨鐵：港鐵
- 狗巴：九巴
- 善水、屎水：城巴

### 食肆
- M記、麥記、牡丹樓、老麥、金拱門[104]：麥當勞。
- 太刻薄[105]：大家樂。

### 教育
大專院校
正牌大學：八所獲教資會資助及受其所屬條例規管的法定院校，通稱“八大”，即港大、中大、科大、城大、理大、浸大、嶺大、教大。
- 一大、XGU：香港大學。
- 暴大：香港中文大學。
- 反枱大學、吾城、Shitty U、Kitty U、又一城市大學、神大：香港城市大學。反枱一詞源自2015年學生會商學院及學部聯會主席鄭源霖於候選內閣諮詢大會時，疑不滿成員們的工作表現和態度，情緒失控地大罵候選內閣成員，要求他們站立接受訓話，途中更「反枱」及以粗言穢語辱罵候選內閣。[106]
- 浸中、解中：香港浸會大學。

邪牌大學：成積不理想的學生只能升讀非本地8大的銜接學士課程（如高級文憑或副學士），提供此類課程的大學名為邪牌大學。
- i大：香港專業教育學院（IVE）
- 鯨大：香港都會大學（前稱香港公開大學），網民戲謔其大學名銜資格，源於鯨魚並不屬於魚類，而是哺乳類動物的一種。

### 其他組織
- 完結香港基金：團結香港基金。[107]

## 社交網站特有事物

### 社交媒體
- FB、面書：Facebook
- IG：Instagram
- TG：Telegram
- Wts：WhatsApp
- 香討、鄉土、香城討論區：香港討論區
- WE7、WE柒：微信
- BK、Baby Kingdom、Baby Condom：親子王國
- 連登、兒登、紅登、抄登、01登、泛登、本青登：LIHKG討論區
- 高登、老人登、老人院、紅登、熱登：高登討論區
- 肥花：DCFever

### 行為
- 起底、人肉搜索：尋找一個目標的個人資料或相片等私隱並公諸於眾，作威嚇之用。
- 痴撚線三步曲、CLS（YouTube）：留言（Comment）、點贊（Like）和訂閱（Subscribe）（或分享，Share）。呼籲觀眾支持該頻道。變種包括CLSS（四者兼具）和CLASS（四者加上看廣告，Advertise）。[108]

### 特定網絡使用者
- 高登仔：高登討論區用戶。
- 連登仔：LIHKG討論區用戶。
- KOL：全稱「key opinion leader」，中文譯為「關鍵意見領袖」，泛指在社交網絡有一定數目追隨者，並可藉此網絡作推廣的人。
- 美容丐幫（英语：Beauty beggar）/beauty beggar：因受化妝品或PR公司贊助而在博客或YouTube上推介某些化妝品的美容博主。[109]
- 五毛黨／三毛、五毫黨、0.5：具有官方（特區政府或中華人民共和國政府）背景的網絡評論員，收到官方明確指示，試圖控制公共意見，以求達到「和諧」的網絡環境。[110]
- 網絡水軍：以牟利為目的的網絡寫手，接受僱主的工作，充當捧人推手和網絡打手。[110]

## 電視用語

### 劇集討論用語
- 神劇：指廣為網民推崇的電視劇集，有「神級劇集」的意思。「神劇」一詞並沒有客觀的定義，只要網民普遍認為劇集有別於一般以師奶為對象的肥皂劇，並含有深詳的喻意及令人回味的情節，便可以稱為「神劇」，如無綫電視制作的《義不容情》、《大時代》、《創世紀／創世紀II天地有情》、《天與地》、《白色強人》、《金宵大廈》[111][112][113]、《新聞女王》及ViuTV劇集《大叔的愛[114]》、《男排女將》、《IT狗》等等。
- 膠劇：與「神劇」相反，「硬膠劇集」的簡稱，泛指粗製濫造、劇情荒謬一類電視劇。[115][116]由於無綫電視長期壟斷電視行業，擁有慣性收視，競爭對手弱，所以電視節目製作水平越來越差，愈來愈多電視劇被歸類為膠劇。只要網民普遍認為劇集的劇情發展荒謬或情節死板、角色行為不合邏輯、時空混亂或者穿崩，便可以稱為「膠劇」[117]
- 雙包：兩個不同的電視台在同一時間播映性質相近的節目，甚至同一個劇集。1993年，無綫與亞視的電視大戰期間，兩台為了搶收視，居然同時播映《包青天》，這事件被稱為「雙包案」（包青天制作团队当初没有定名「独家播映权」）。此後出現這類兩台同播同類節目的事件都會叫做「鬧雙包」。近期例子有無綫與ViuTV同時播放自家製的剧本杀綜藝節目《死因有可疑》及《嫌疑事件簿》。[118]

## 金曲
- AMSG：《奇異恩典（Amazing Grace）》，源自明報於2012年誤植Amazing Grace為A May Sing Grace[119]。
- 有請小鳳姐：徐小鳳金曲《喜氣洋洋》（熱烈地彈琴熱烈地唱，參見下方#歌詞），主要用作幸災樂禍。
- 綠帽子、綠柚子、催眠曲、惡夢：《綠袖子》，中學文憑試的中英文科聆聽考試專用音樂。實際上考評局採用的是1962年約翰·巴比羅利指揮倫敦小交響樂團（Sinfonia of London）演奏的《綠袖子幻想曲（日语：グリーンスリーヴスによる幻想曲）（Fantasia On Greensleeves）》，港鐵屯馬綫通車的「羅先生」在接受無綫新聞訪問時也在鏡頭前依此曲調唱出「屯馬開通真的很興奮」的字句，此後《綠袖子》甚至被港鐵官方改編為東鐵綫過海段廣告歌[120]。
- 郭富城嘅弱：郭富城金曲《強》。曾經有網民將《強》改歌詞，製作出《弱》，因文筆拙劣詞不協音而聞名。往後，這常用於改歌帖文，嘲笑改歌質素差，或者認不到出處（原曲）。

## 其他名詞
- 李氏力場：相傳，受到李嘉誠為首的商界操控，平日颱風來襲，天文台不會升掛八號風球信號，又或八號以上風球總會在上班前改掛三號或以下風球（甚至除下），於是出現「李氏力場」一詞，指力場能阻擋、甚至控制颱風的移動路徑及速度。原先只是譏諷官商勾結，後來成為網民讚揚李嘉誠為香港人消災解禍的用詞。只要網民相信「李氏力場」再度出現，就會戲稱「誠哥又發功」。
- 小丑神：又名小丑和膠神，是一種香港的網絡惡搞文化重要象徵之一。
- 蛇獴：一種捕蛇為食的獴。因為相傳在主權移交後香港被佈了「毒蛇陣」來吸乾香港靈氣，在出現「蛇獴救港」一說以後被連登網民奉為護港神獸[121]，形容抵抗中共的反送中示威者。
- 支爆：中國崩潰論，中國經濟崩潰。
- 送死：菲律賓旅行，相傳於2010年8月23日發生的馬尼拉人質事件，事件中的香港旅客在康泰旅行社旅行團的旅遊巴士因菲律賓警方的無能而導致多人傷亡，因而被認為菲律賓是一個法治不嚴、政制不彰的地方，在治安不良的情況下往當地旅行無疑等同送死，故被網民引申為「走去送死」的意思。
- 關公、關公災難：公關災難。
- 開心大發現：將一些已過時的發現當作新發現。
- 綠卡：長者八達通。它並非2022年開始推出的、有記名的「樂悠咭」。[122]
- 白卡：殘疾人士登記證，特指精神殘疾。
- 永動機：都是指無限輪迴，但專指事件的無限循環。
- 閃卡：本身指一種流行於九十年代的潮物，是附有當紅名星照片的卡片。在陳冠希裸照事件後，用來指因為資料洩漏而在互聯網傳開的私密照片，一般帶有色情和不雅元素。
- 叻操是叻唇：物競天擇（natural selection）。用來嘲諷因為作出反智行為而身亡的人，尤其是參與網絡挑戰或為了刷網絡流量而玩命並最終喪命的人。
- 141：一樓一（英文直譯one floor one，音近英文141）。

## 動作
- Shrek／史力加：綠帽，是描述一個男性的妻子和別的男性發生性關係，又稱為戴綠帽、綠頭巾，是一種帶有侮辱性的稱謂。
- 老防：妨礙司法公正。
- 私影：私人攝影活動，是沙龍攝影愛好者（俗稱龍友）其中一種活動，由龍友與拍攝對象（模特兒或角色扮演者）自行透過電話或互聯網約定地點和時間舉行，有別於龍友於公開活動中進行拍攝。
- 葡萄：妒忌他人長處或成就，出自《伊索寓言》的《狐狸與葡萄》。

## 金句

### 來自政治人物的金句
- 董建華
  - 冇提就等於唔存在啦。
  - 要離開好易，留低卻需要好大勇氣。[123]
  - 貴姓呀？陳生。[124]
- 梁振英
  - 僭建處理咗，個僭建就唔存在。[125](參見梁振英大宅僭建風波)
  - 記憶中，我無講過話我無僭建。[126]
  - 我哋(香港人)唔能夠未富先驕。[127](參見「未富先驕」論)
  - 特首嘅地位係超然嘅。[128][6](參見張曉明行政長官超然論)
  - 三條跑道必定好過兩條。[129]
  - 叫我梁特首。[130](參見梁振英行李門事件)
  - 粒粒皆辛苦。[131](參見元朗橫洲公屋發展風波)
  - 宗教界、體育界沒有經濟貢獻。[132]
  - 打了領帶，肯定又是見洋人了。[133]
- 林鄭月娥
  - 官到無求，膽自大。[134]
  - 天堂已預了位置給我。[135]
  - 上帝叫我參選。[136]
  - 版權條例內容我一啲都唔清楚。[137]
  - 我唔答啲咁無聊嘅問題。[138]
  - 我以為我已經答咗。[139]
  - 希望更多香港青年到海南實習，就業，創業，享受椰林樹影和港人喜愛的海南雞飯。
- 唐英年
  - Ngong Ping三碌拎。[140]
  - 嗰班友吊吊揈喺街度。[141]
  - 車毀人亡、走上不歸路。[142]
  - 做男人要有膊頭，做公職就要有腰骨。[143][144]
  - 你呃人！唔好講大話！[145]呢個係我嘅主場！[143](出自2012年特首選舉電視辯論)
  - 「『捍衛核心價值』是最核心的核心價值。」[146]
- 馬時亨
  - 我哋話你知OK就得㗎啦！[14]
  - 全世界都讚港鐵，淨係香港人鬧。[147]
  - 我哋管理層唔使瞓覺。[14]
  - 天氣熱，朝早無祈禱。[148]
- 李家超
  - 佢唔喺現場出現就冇事，去得嗰度就可能有呢啲風險。
  - 生意好呀！
  - 問題很多，但每天解決一個，一年就有365個。[149]
  - 有一個間諜到了當地國家，結婚生子，超過10年之後，他離開，炸毀了一架飛機。相信大家都想像不到，在這件事發生之前，他其實是一個間諜。
- 曾鈺成
  - 我建議你考慮少啲講啲冇乜用嘅說話。[150]
  - 你做聖誕老人，我做你隻鹿。[151]（出自ViuTV真人實況旅遊節目《跟住矛盾去旅行》對梁國雄講的說話）
- 王國興
  - (金額)相等於...罐午餐肉。[152]
  - 日以繼夜，夜以繼日。[153]
- 鍾樹根
  - 你咪「明張目膽」講出嚟囉。[154][155]
  - 鄭經翰話受到政治壓力，係「子烏虛有」。[156]
  - You are 尖明 on your office![157]
  - 你食碗底，反碗面。[158]
  - shame on you!

### 台詞
- 逐漸變黑又得，立即變黑曬亦得，得咗：美源髮采廣告經典對白，深入民心，之後不斷出現「逐漸...又得，立即...亦得，得咗」句式。
- 我除咗講恭喜之外，都唔知應該講乜嘢好。周星馳《賭俠》經典對白。
- 你大我呀？！：秦沛《五億探長雷洛傳》經典對白，一般配圖使用，於被唬嚇時使用。
- 食屎啦你！：張學友《旺角卡門》經典對白，一般配圖使用，於恐嚇時使用。
- 索尼罪大滔天，搞到百姓怨聲載道：徐錦江《鹿鼎記》經典對白，一般配圖使用。由於該句的英文字幕把清朝官員索尼的名字錯譯為“Sony”，加上後來SONY（索尼公司）把正式譯名定為「索尼」，現今這一對白常被網民用來批評該公司。
- 呢鑊你仲唔冚家鏟？！：陳百祥《鹿鼎記2神龍教》經典對白，一般配圖使用，嘲笑將有報應的負面人物。
- 我要哂（我全都要）：徐錦江《九品芝麻官》經典對白，一般配圖使用，在無圖情況下網民主要以意義相同的「Why not both」代替。
- 方丈份人好小器：《食神》經典對白，一般配圖使用。後來「方丈」引申為泛指小器的人或上司。
- 精神啲，臨時演員都係演員嚟：周星馳《喜劇之王》經典對白，一般配圖使用，用來諷刺處理公關災難不當的人。
- 你快啲返火星，地球係好危險！：周星馳《少林足球》經典對白，用作戲謔離地的人。
- 今時今日咁嘅服務態度唔夠㗎：劉德華在2002年替香港政府拍攝「優質服務，致勝之道」時的著名對白。
- 同朕再check吓：陳豪《帝女花》對白，陳豪飾演崇禎皇帝卻用了外語，被引為千古笑談。
- 大奶奶呢？大奶奶去了哪裡？：秦沛《銀樓金粉》對白，一般配圖使用，引申為恥笑平胸女子沒有大奶奶(大乳房)，或者一些女性曾經擁有驕人身材，不過現時已經失去。
- 就算殺咗一個我，仲有千千萬萬個我！：《功夫》經典對白。
- 樓主，我們到了，你在哪裡？：鄭嘉穎《強劍》對白，一般配圖使用，用來回覆潛水的樓主，尤其是找數類帖文的樓主。
- 幫緊你幫緊你：因2020年7月一條引起熱議的的士車cam片，司機不斷用這句安撫發狂的女乘客而爆紅。[159]但這句更早可考據自王祖藍《保持通話》對白，古天樂購買充電器，出演銷售員、囉囉唆唆的王祖藍以這句敷衍趕時間的他，逼到他拔槍為止。

### 歌詞
- 熱烈地彈琴熱烈地唱：徐小鳳《喜氣洋洋》歌詞，副歌第一句。主要用作幸災樂禍。（引申出“有請小鳳姐”，參見上方#金曲）
- 世界大戰抹黑宇宙了Can you feel?：幪面超人555粵語主題曲歌詞第一句。用於表達感覺到第三次世界大戰即將發生。
- 能成為密友大概總帶著愛：何韻詩《勞斯·萊斯》歌詞，副歌第一句。該曲是關於同性戀的，因此這句被用於同性戀或懷疑同性戀。
- 我現時自己肯做飯：陳柏宇《別來無恙》副歌第一句，現時該詞被用於取笑還沒有女朋友的男性自己煮飯給自己吃，該曲更曾被惡搞為「瘋狂做飯版」。
- 一個人原來都可以盡興：林家謙《一人之境》歌詞，副歌第一句。用於表達一人獨處反而是自然自在的生活狀態。

### 來自藝人的金句
- 好傻好天真：源於陳冠希淫照風波之後，女事主之一的鍾欣潼（阿嬌）對此事的回應。
- 中國人是要管的：2009年4月18日，成龍出席海南博鰲論壇時，宣稱如果中國人擁有過多自由，就會像台灣和香港一樣，變得很混亂，所以他認為中國人還是需要被管的。[160]之後引申為沒教養和不自律所以需要被管，網民以此句嘲諷內地人的不文明行為，需要被管。
- 中國的會爆炸：同上，成龍出席海南博鰲論壇時，宣稱如果要買電視機，一定會買日本製的，因為中國製的電視機會爆炸。從此成為網民諷刺大陸產品素質的萬用句。[161]
- 殘廁Gathering：2014年6月14日，林芊妤Coffee與男友人在IFC傷殘人士廁所內逗留30分鐘，傳出撞擊及呻吟聲，為狗仔隊撞破及完全拍下，而她解釋時宣稱這是“Gathering”（聚會）。[162]自此之後，林芊妤因形象插水被解約並淡出娛圈，而人們也開始用Gathering一詞代指發生關係。
- 個個都拍拖，唔通個個都想拍拖咩：2017年，出席首映禮期間，鍾欣潼（阿嬌）爆出一句“個個都拍拖，唔通個個都想拍拖咩”，成為潮語，衍生出“個個都XX，唔通個個都想XX咩”句式。
- 我係一個壞咗嘅人：2019年4月16日，安心事件曝光，許志安即日晚上舉行記者招待會並說「我係一個壞咗嘅人」，成為道歉萬用句子。[163]
- 關你咩事呢毒撚：2021年，193郭嘉駿網店風波期間，有連登網民分享與193在Instagram的聊天截圖，只見193回了他一句「關你咩事呢毒撚」，[164]從此廣泛流傳。

### 來自網絡影片的金句
- 你有壓力，我有壓力，你做乜挑釁我呀？：源自巴士阿叔。
- 未解決！：源自巴士阿叔。
- 你個嘢壞咗呀！：事緣2014年冬日美食節中，參展商正舉行任拿比賽，一名女士因為夾子有問題而不能暢順地夾龍蝦，用手邊抓邊大嗌：「你個嘢壞咗呀！」，最後該參展商被海關拘捕，從此成為網民形容一些出現故障的情景時使用的句子。
- 你厚多士：源自厚多士事件，片中婦人因為帶有鄉音，把「你好多事」讀成「厚多士」。
- 嗰啲咁既專家，食屎啦！：源自2016年蘋果日報的動新聞片段，原先受訪者嘉湖林太所指的是樓市專家。[165]現時廣泛用來嘲諷一些所謂專家胡說八道或不稱職，一般配圖使用。
- 食屎狗：出自劉馬車，本來是出自周潤發於1987年電影《監獄風雲》中喝罵獄警張耀揚的金句。後因他經常在其上載的YouTube短片中喪喊「食屎狗」，而演變成其專用金句。
- 唔好搞我後面：2019年6月，香港爆发反送中示威运动，六月十二日前夕香港警方一度向金鐘港鐵站增派人手在此车站检查市民的身份证并搜身。后来，多名民主派立法会议员到场质问警方搜身的依据，某警署署长称自己的工作是合理、合情、合法的，但随后突然转身大喊一声“唔好搞我後面”（不要搞我的後面），然而他身后只有他的同事。[166][167]这一金句爆红后，成为示威者的标语之一。[168][169]
- 真香：源自湖南衛視真人實況節目《變形計》，全文為“我王境泽就算饿死，死外面，从这跳下去，也不会吃你们一点东西！……真香！”。被網民用來嘲笑今日的我打倒昨日的我，出爾反爾。而該場白的動態圖（GIF）經常被網民修改字幕重用，但意思相同，例如近來反修例運動誕生的「黃色經濟圈」版本。
- 輸民意呀：全句大概為「多咗啦，多咗啦，輸民意呀，畀佢走啦」，可簡化成「-0-0」。來自反送中示威的直播，有位四眼仔嘗試以此句阻止私了，並帶走被私了人士。此句被用作嘲笑阻膠。
- Quit YouTube囉：出自車志健。全句為「明白嘅，唔好睇YouTube囉，quit YouTube囉」，回應不滿其YouTube廣告泛濫的網民。其後出現「唔好XX囉，quit XX囉」句式及簡化版的「Quit XX囉」。

### 來自二創對白動態圖的金句
這樣網絡用語原本以動態圖（GIF）流傳，片源可以是網片、電影、新聞節目或電視節目，而字幕是經過網民修改的。後來當原本的動態圖深入民心後，就變成短句，用純文字而不失寓意，如下：
- 靜靜地唔得嘅：字幕全文為「靜靜地贏唔得嘅……係要衝出嚟燈……燈自己算啦，燈撚埋我嘛……」，片源是新聞，一位受訪的男士。表示對「燈神」向網民的期望給予「祝福」的不滿。
- 把聲勁溫柔：字幕全文為「我入到嚟，圖又冇，link又冇……」「把聲勁溫柔」，片源是《黑金》梁家輝的「我話講完誰贊成誰反對」情節，有人出來反對，被當場踢飛，換了字幕就是說「把聲勁溫柔」的人被踢飛。當網民被帖的主題騙進來，以為能看到福利，看到美女圖片，卻發現只是標題黨，或流於純文字討論的時候，就會使用這句。
  - 原來有圖：「把聲勁溫柔」的常見變種，把整個情節倒帶。字幕全文為「我有PO圖喎」「原來有圖，唔好意思，我坐返低先」。當網民以為又會是標題黨，但帖文內真的有配圖，就會使用此動態圖。

### 其他金句
- 只要見……有份出現，你就知道，這……必會變為業餘、不認真，和像馬戲團：原句出自已故填詞人林振強生前嘲諷陳百祥的文章《最有影響力的人》：「任何電視節目，只要見阿叻有份出現，你就知道，這個節目必會變為業餘、不認真，和像馬戲團。」[170]後來修改主賓語，成為可形容任何人獨力折損某事物質素的金句。[171]
- 最緊要人有事：源自Matt哥於Facebook的帖文，用法是俗語“最緊要人冇事”的相反，奚落人家出事。
- 哭𠹌咗：出處同上，反映對某人某事感到不禁令人發笑。
- 這些機會不是屬於我的：出自TVB節目《星期日檔案》，其中有一集，在節目中探討雙失青年之專題，受訪雙失青年阿源的言論。用作自嘲自己懷才遇，一般配圖使用。
- 我覺得自己是零：同上，出自TVB節目《星期日檔案》，用作自嘲自己是透明人，無人關心。一般配圖使用。
- 邊間教會？：回應一些網絡上文筆拙劣及詞不協音的改編歌詞。
- Don't FF too much：不要幻想得太多。FF是最終幻想系列的簡稱，在香港文化中有幻想的意思。
- Wow! Old news is so exciting!：有人貼出過舊的新聞時說的反應，含反諷意思。
- Translate server error：出自中國內地某餐廳的招牌，招牌上餐廳的英文名字錯寫成“Translate Server Error”, 用於不懂得把中文譯成英文的時候。
- I go to school by bus：香港小學英文教科書的著名例句。常見於中文翻譯英文的題問，嘲笑樓主不懂英文，或者純屬無厘頭。
- 他一直在玩命：2008年北京奧運劉翔退賽事件之後，他的教練孫海平在記者會中說「他一直在玩命」，指劉翔一直帶著腳跟舊患上陣比賽。[172]現時用於冒著被封帳或起底去挑戰網民或系統，又或者冒法律風險或生命危險做事。網民把這句濃縮成「玩命」一詞，用法相同。
- 咁係因為你悲觀，我睇到嘅係由治及興帶嚟嘅好處。
- 留港撚值得擁有 / 移英撚值得擁有
- 梁國雄：“屌你唔好再細啲”：並非真實對白，但梁國雄於2007年8月2日舉行「人權聖火全球巡迴傳遞活動」的身後橫額因原圖像素不高而被網民挖苦，橫額被改圖成“屌你唔好再細啲”，後來在論壇中有低解像度或難以觀看的圖案發布就會“召喚”梁國雄，發佈在跨平台時難以觀看的圖案也會被“召喚”梁國雄。後來也出現“而家玩考眼力遊戲咩”變種。
- 法律面前，窮人含撚：改自「法律面前，人人平等」，表達對貧富差異在香港司法得到差別對待的不滿。
- Her nose is too big：形容某些人永遠對女性身材評頭品足，自己身材好不到那裡去。出自外國改圖，上面是選美比賽下面是一個肥宅說"her nose is too big"。
- how much 要大聲一點，過去吧！：出自ViuTV節目《同2047特首上學去》，一般配圖使用，用於鼓勵人家向女子問價。
- 壞過凱婷[173]
  - 壞過婉婷：諷刺導演張婉婷因紀錄片《給十九歲的我》引起的爭議[2]
- 「結婚後，她的手機里依然存著已故前男友的號碼。老公知道卻假裝不知道。有一天她出車禍了，在翻倒的車裡下意識撥出了那個熟悉的號碼，卻傳來老公的聲音。她獲救了。病床前，老公說：是我偷偷換了號碼，我知道永遠無法取代他，但可以替他保護你。她愣了，這才想起來，老公是城市大學畢業的，所以才有這麼高的素質。城市大學是一所歷史悠久、學科齊全、學術實力雄厚、辦學特色鮮明，在國際上具有重要影響力與競爭力的綜合性大學，在多個學術領域具有非常前瞻的科技實力，擁有世界一流的實驗室與師資力量，各種排名均位於全球前列。歡迎大家報考城市大學。」：網上流傳著一段關於香港城市大學的「招生文」，先用一段感人愛情故事為開頭，接著話鋒一轉，突然加插一段類似招生文的內容，誇讚該大學素質很高，引起許多網友跟風創作類似內容的潮文。

## 粗俗用語
本節內容皆從粵語粗言演變而成。
- 硬膠／on9/6uo[173]：“戇鳩”的諧音，指人愚笨或幹了愚蠢的事。
- j/jj/jer/jed：粵語正寫為朘，即男性外生殖器，亦可指自慰。
  - 丁：與字母J相似，意思同上。
- 鵰娜馬／Delay no more：前者是由中國大陸的「草泥馬」衍生而來，為粵語粗口「丟哪媽！頂硬上！」的諧音（參見袁崇煥）；後者的粵語諧音為「屌那媽」，亦即「屌你老母」，意同於「草泥馬」。
- 動L：因成龍2008年時拍的「霸王洗頭水」廣告而成為潮語，引申出「生動」、「有彈性」等意思，其中一個用法是指勃起
- JM9：做乜鳩[2]
- UM9：噏乜鳩[2]
- 9UP：指狗噏，屬於咒罵用詞之一，通常罵人胡言亂語、九唔搭八，作出不誠實或者與事實不符的言行。
- PK：指仆街，由跌倒的姿勢字眼衍生而成，通常有人用作咒罵用詞，同時間亦指完蛋。

## 5P字禁忌
「5P字」是網上對蹩腳粵語的稱呼。「5P」的稱呼來自論壇3男2女（3boys2girls）討論區，該討論區存在「火星文」文化，表達另類，而5P字是以「扮可愛」為目的而出現的一些非粵語正字，於該論壇帶起，故名。5P字入文使人難以理解，而且被認為是有損粵語文化。5P字投稿亦會加重公眾版面管理員的負擔。因此，網民總體對5P字持有負面態度。5P字在大多數網上討論區都會被打壓，尤其是高登討論區及其衍生論壇，使用5P字會被其他用戶討伐和封鎖，甚至會被壇主封禁。
常見例子：
- 「唔」變「吾」
- 變「系」
- 「咁」變「甘」
- 「呀」變「牙」
- 「我」變「禾」
- 「你」變「梨」
- 「好」變「巧」
- 「玩」變「挽」
- 「啲」變「尐」
- 「真」變「珍」